# Один и единственный (телесериал)
One and Only (кит. 周生如故; с англ. — «Один единственный», Воспоминания Чанъаня) — китайский телесериал 2021 года, основанный на романе Мо Бао Фей Бао «Одна жизнь, Одно воплощение: Красивые кости», выпущенный в 2021 компанией IQiyi. В главных ролях снимаются Бай Лу и Жень Цзя Лунь. Премьера состоялась 18 августа 2021. Является приквелом телесериала «Навсегда» (англ. Forever and Ever).

## Сюжет
Чжоу Шэнчень, второй сын предыдущего императора, впервые попав на поле боя в возрасте 13 лет, впоследствии стал известным генералом и не проиграл ни одной битвы. Смерть вырастившего его брата, правящего императора, застала его на поле боя. Опечаленный потерей брата, оставив большую часть армии, возвращается в столицу правящей династии, чтобы проводить того в последний путь. Из—за данной ранее им клятвы, Чжоу Шэнь Чень не торопится вступить за пределы городских стен чтобы попасть во дворец. Несколько лет назад чтобы укрепить власть своего брата, императора, он дал клятву, что будет все время находится на границе и не вступит более во дворец. Теперь после смерти брата императора, он остаётся у городских стен с малочисленным окружением, чтобы не дать возможности появиться слухам что он вернулся с армией и готов бороться за власть.
Тем временем, во дворце начинается внутренняя борьба за влияние при дворе, в которую втянута императорская семья и знать, в результате которой императором становится малолетний племянник Чжоу Шен Чэня, с матерью регентшей. Чтобы укрепить власть нового императора и по его приглашению, князь Нанчэнь, входит во дворец чтобы засвидетельствовать свою преданность и пресечь слухи о готовящемся мятеже, Чжоу Шэнченю приходится дать ещё одну клятву. В тот день он отказался от императорской фамилии и принял обед безбрачия, пообещав никогда не иметь детей, претендующих на престол. Покинув дворец, возвращается к жизни на границе.
Чтобы ещё больше связать его мирными отношениями с маленьким императором, на обучение к Чжоу Шэнченю отправляют молодую барышню семьи Цуй по имении Шии, обрученную с императором ещё до своего рождения. Но лишь увидев своего будущего наставника, поразившись его доброте и мужественности, Шии навсегда отдает ему свое сердце. С годами её чувства только крепнут, она становится мудрой и верной помощницей успешного генерала, всегда с трепетом ожидающей его с полей сражений, но время исполнить свой долг и стать императрицей неминуемо приближалось. И тогда перед Чжоу Шэнченем встает выбор: впервые нарушить данную клятву, или навсегда потерять любимую.

## Актёрский состав
Главные роли:
- Жень Цзя Лунь, Чжоу ЧеньШень, князь Нанчэнь, сын императора, прославленный воин и известный генерал, который не проиграл ни одной битвы. Воспитанный своим братом, предыдущим императором, в возрасте 13 лет отправлен на защиту государственных границ, и зарекомендовавший себя со временем как верный и опытный генерал.
- Бай Лу как Цуй Ши И, прекрасно образованная дочь уважаемой и известной при дворе семьи Цуи, с детства помолвленная с Наследным Принцем. Спокойная, вдумчивая и уравновешенная, после психологической травмы в подростковом возрасте, теряет возможность говорить. Становится ученицей в поместье князя Нанченя.

Второстепенные роли:
- Ван Син Юэ, как Лю Цзы Син, принц Гуанлин, племянник Чжоу ЧеньШеня, будущий император Дуньлин, захвативший трон, слаб здоровьем с детства, но при этом хитрый, жестокий и двуличный. Влюблён с детства в Цуй Ши И, вступает в сговор с генералом Цзинь Жунь чтобы захватить власть.
- Ву Ман Си как Ци Синг Хуа, принцесса, член клана Ци Вдовствующий Императрицы, влюблена в принца Гуанлина с юношеских лет, становится женой брата Шии И.
- Этан Яо, как Цуи Фэнг
- Дейзи Дай как Цзинь Жень Эр, дочь военачальника Цзинь Жень, становится Благородной Наложницей Лю Хуэй, предлагает принцу Гуанлин стать Императором при поддержке отца. Сочувствует Цуй Ши И, когда она становится заложницей в Восточном дворце.
- Фу Цзюнь как Сие Чонг
- Лю Бо Сяо как Цзинь Жунь, отец Цзиньпин Жень Эр, генерал, оказывающий тайную поддержку принцу Гуанлин.

## Саундтрек
| One and Only Original Soundtrack | One and Only Original Soundtrack | One and Only Original Soundtrack | One and Only Original Soundtrack                  | One and Only Original Soundtrack | One and Only Original Soundtrack |
| #                                | Название композиции              | Автор                            | Слова песен                                       | Аранжировщик                     | Исполнитель                      |
| -------------------------------- | -------------------------------- | -------------------------------- | ------------------------------------------------- | -------------------------------- | -------------------------------- |
| 1.                               | As It Is                         | 吴剑中                           | 陆虎                                              | 余威                             | Zhang Bichen                     |
| 2.                               | As always                        | 陈可心                           | 邓智伟                                            | 叶澍晖                           | Allen Ren JiaLun                 |
| 3.                               | 《若》（插曲）                   | 马程程                           | ShinHyung、KangMing Hee、Jeong Jin Hwan@匠星娱乐  | Kim JinHoon(JJ)@匠星娱乐         | 金玟岐                           |
| 4.                               | 无虞                             | 刘畅                             | 谭旋                                              | 李乃刚                           | 李紫婷、井胧                     |
| 5.                               | Settling the Heart               | 陈可心                           | Major Leaguer（Ko Byeoung、Kim Nam Won）@匠星娱乐 | 陈晓磊                           | Zheng Yunlong                    |